# Aimée & Jaguar
Aimée & Jaguar és una pel·lícula dramàtica alemanya de 1999 ambientada durant la Segona Guerra Mundial, escrita i dirigida per Max Färberböck i basada en la novel·la d'Erica Fischer. Relata les vides reals de Lilly Wust i Felice Schragenheim durant aquell període. El llibre també conté fotos de les nombroses cartes que van intercanviar ambdues, i la correspondència oficial després de la guerra pel que fa a la localització de Felice.

## Argument
La pel·lícula la protagonitzen Maria Schrader, Juliane Köhler, Johanna Wokalek, Elisabeth Degen, Heike Makatsch i Detlev Buck. Explora les vides de Felice Schragenheim (Maria Schrader), una dona jueva homosexual que empra un nom fals i pertany a un moviment underground, i Lilly Wust (juliane Köhler), una dona casada (i insatisfeta) amb un soldat nazi i mare de quatre fills. Ambdues s'embarquen en una relació romàntica amorosa (iniciada per Lilly) malgrat el perill de la situació i la possibilitat que la Gestapo detingui a Felice.

## Repartiment
- Maria Schrader: Felice Schragenheim (Jaguar)
- Juliane Köhler: Lilly Wust (Aimée)
- Johanna Wokalek: Ilse
- Heike Makatsch: Klärchen
- Elisabeth Degen: Lotte
- Detlev Buck: Günther Wust
- Inge Keller: Lilly Wust (1997)
- Kyra Mladeck: Ilse (1997)
- Sarah Camp: Frau Kappler
- Klaus Manchen: Herr Kappler
- Margit Bendokat: Frau Jäger
- Jochen Stern: Werner Lause
- Peter Weck: Chefredakteur Keller
- Lia Dultzkaya: Hulda
- Dani Levy: Fritz Borchert
- Rüdiger Hacker: Ernst Biermösel

## Premis i nominacions

### Premis
- 1999. Os de Plata a la millor interpretació femenina per Maria Schrader i Juliane Köhler

### Nominacions
- 1999. Os d'Or
- 2000. Globus d'Or a la millor pel·lícula estrangera

## Rebuda
La pel·lícula va rebre molt bones crítiques, i va ser nominada a nombrosos premis alemanys, dels quals en va guanyar alguns (destacant especialment que tant Köler com Schrader van guanyar juntes l'Os de Plata a la millor actriu). També va ser nominada als Globus d'or a millor pel·lícula estrangera i va ser la pel·lícula proposada per Alemanya com a candidata als Oscars en la categoria de pel·lícula estrangera.